# مازی تورلو
مازی تورلو (به ایتالیایی: Masi Torello) یک کومونه در ایتالیا است که در استان فرارا واقع شده‌است. مازی تورلو ۲۲٫۹ کیلومتر مربع مساحت و ۲٬۳۵۵ نفر جمعیت دارد و ۳ متر بالاتر از سطح دریا واقع شده‌است.

## خواهرخوانده
شهر چیکوا خواهرخواندهٔ مازی تورلو هست.